# XII dinastia egípcia
```
   |-
       |
Erro:
:  
valor não especificado para "
nome_comum
"

   |-
       | 
Erro:
:  
valor não especificado para "
continente
"
```

A XII dinastia egípcia foi uma dinastia considerada o ápice do Império Médio para os egiptólogos.

## História
A XII dinastia é a mais estável entre todas as suas predecessoras. A capital do período era inicialmente Tebas e depois foi transferida, por Amenemés I, para uma cidade chamada "Amenemés-Ititaui" (Amenem-hat, o Senhor das Duas Terras), também conhecida somente por Ititaui. A localização desta capital ainda não foi descoberta, mas acredita-se que seja próxima ao Faium.
Para alguns egiptólogos, a XII dinastia foi considerada a mais "tranquila" do que os demais períodos, visto que os faraós conseguiram reestabelecer as relações diplomáticas com os estrangeiros, bem como desenvolver as práticas comerciais e a arte literária.
A ordem de reinado dos faraós desta dinastia é conhecida de muitas formas: as listas encontradas em templos de Abidos e Sacara, bem como no trabalho de Manetão.[carece de fontes?]

## Lista de faraós
- Amenemés I  – 1991-1962 a.C.
- Sesóstris I  – 1971-1926 a.C.
- Amenemés II –  1929-1895 a.C.
- Sesóstris II  – 1897-1878 a.C.
- Sesóstris III  – 1878-1841 a.C.
- Amenemés III  – 1842-1797 a.C.
- Amenemés IV  – 1798-1786 a.C.
- Neferusobeque  – 1785-1782 a.C.